# 五條北インターチェンジ
五條北インターチェンジ（ごじょうきたインターチェンジ）は、奈良県五條市居伝町にある京奈和自動車道大和御所道路と五條道路の分界点のインターチェンジである。
このインターチェンジは京奈和自動車道五條道路7.9kmの奈良方の起点、大和御所道路27.2kmの和歌山方の終点である。奈良県が開発した工業団地「テクノパークなら」へのもっとも近いインターチェンジとなる。国道24号居伝町交差点にアプローチ道路を介して接続。

## 歴史
- 2006年4月22日：京奈和自動車道（五條道路）当IC - 五條IC開通により供用開始。
- 2017年8月19日：御所南IC - 当IC間開通[1]。

## 周辺
- JR和歌山線 北宇智駅
- テクノパークなら（工業団地）

## 接続する道路
- 国道24号

## 料金所
無料区間のため設置されていない。

## 隣
E24 京奈和自動車道
御所南IC/PA（PAは奈良・京都方面のみ）- (10)五條北IC - (11)五條IC

## 関連記事
- 日本のインターチェンジ一覧